# 張紹曾內閣
張紹曾內閣成立於民國12年（1923年）1月4日，結束於同年6月13日。
1922年12月11日，汪大燮答應黎元洪大總統的10天國務總理的期限屆滿之後，黎元洪只好請外交總長王正廷代理總理一職。於是王正廷也以10天為期接受邀請，並且請國會議長把張紹曾內閣同意案納入議程。
張紹曾內閣的同意案於12月15日送往國會審議。12月18日眾議院通過，12月29日參議院也順利通過，成為第一次直奉戰爭之後的第一個由國會通過的正式內閣。黎元洪本來打算盡早發佈命令讓張紹曾在1923年元旦上任，但是由於內閣成員的人員協調，不得不推遲到1月4日才宣佈內閣名單。
張閣的閣員以曹錕控制的保定派為核心，控制了內務、財政、交通等實權部門；而黎元洪支持的政學系也取得兩個席位。
張紹曾雖然不同意聯省自治，但是他標榜和平統一政策，他主張邀請各省實力派人物齊聚北京頤和園共商國事，完成法律上的統一；他還打算發表對西南、華南各個據省份的行政長官的任命，以圖表面上的統一。但是他和平統一的主張卻與曹錕、吳佩孚主張的武力統一全國相悖，吳佩孚此時正致力於「援閩攻粵」，而廣東國民黨方面又發生內訌；3月初，曹錕要求張紹曾趁機發表對閩、粵兩省督理的任命，但是張紹曾拒絕執行，他的通電同時譴責國民黨的分裂行為和直系的軍事行動，使他兩邊不討好。
在閩粵督理的任命風波中，張紹曾提出內閣總辭。但是黎元洪十分不愿意張紹曾離開，曹錕在與張紹曾交涉之後也表示繼續支持張閣。於是張紹曾在3月19日復職，復職後，張紹曾答應了曹錕的要求，任命了閩粵督理，而政府也加緊在軍事上圍堵廣東，因此儘管張紹曾繼續大力提倡和平統一，但是各方已無人響應。而國會內部以大、小孫派為首的政團又藉此事及對日收回旅大交涉失敗為由提出不信任案，更造成張紹曾左支右絀、無法推動其政策。
4、5月份，津保派密謀扳倒黎元洪，讓曹錕順利出任大總統。但是張閣中的政學系成員倡言先倒張閣。於是張紹曾、高凌霨等人從6月6日開始，開始批判黎元洪，稱黎元洪專橫獨斷，違背責任內閣精神，對內閣不信任，提出閣員聯名請辭。同時，直系又策動北京及周圍的警察、軍人制造混亂，要求總統府發給欠薪；又組成「公民團」在天安門集會要求黎元洪下台。儘管黎元洪竭力保住職位，但是在曹錕的軍隊的直接人身威脅之下，不得不同意張紹曾內閣請辭。一天之後，黎元洪也交出了總統信印。

## 內閣成員
| 職位     | 姓名   | 備注         |
| -------- | ------ | ------------ |
| 國務總理 | 張紹曾 |              |
| 外交總長 | 施肇基 | 為參議院否決 |
| 外交總長 | 黃郛   | 署理         |
| 內務總長 | 高凌霨 |              |
| 財政總長 | 劉恩源 |              |
| 陸軍總長 | 張紹曾 | 兼任         |
| 海軍總長 | 李鼎新 |              |
| 司法總長 | 王正廷 |              |
| 司法總長 | 程克   | 署理         |
| 教育總長 | 彭允彝 |              |
| 農商總長 | 李根源 |              |
| 交通總長 | 吳毓麟 |              |